# Иллит
Иллит (синонимы: гидромусковит, монотермит, грундит, гешвитцит, вермикулит, глауконит) —  один из четырех глинистых минералов структурного типа: листовые силикаты, класса: силикаты. Название дано, по месту находки в Иллинойсе (США). В большинстве случаев, иллит — продукт частичного гидролиза мусковита, в ряде случаев при этом появляются смешаннослойные иллит-мусковитовые образования, к которым, в большинстве случаев, и применяется название гидромусковит, в некоторых случаях — продукт изменения при превращении полевых шпатов в каолинит. Выделяется в чешуйчатых и тонкопластинчатых, белых массах, жирных на ощупь, в составе глин, обычно в смеси с каолинитом и другими минералами, часто в почвах.
Свойства иллита: эмпирическая формула: (K0.75(H3O)0.25)Al2(Si3Al)O10((H2O)0.75(OH)0.25)2; цвет — белый, бледно-желтый, бледно-зеленый; блеск — перламутовый; спайность — очень слабая; сингония — моноклинная; твёрдость — 1-2 ( шкала Мооса).
Наряду с каолинитом, используется в производстве керамогранита, придавая смесям повышенную пластичность.
Отличается от слюд большим содержанием связанной воды, легко удаляющейся при нагревании, и меньшим содержанием катионов, образующих связи между слоями.
Гидрослюды образуются в низкотемпературных стадиях гидротермальных процессов, при процессах выветривания изверженных пород и пегматитов, из содержащихся слюд и полевых шпатов. Некоторые гидрослюды образуются при поглощении сложными алюмокремниевыми гелями калия и других щелочных элементов из морской воды. Необходимым условием существования гидрослюд, является богатая водой среда.
Широко используются в промышленности и сельском хозяйстве: в производстве керамогранита (иллит), тепло- и звукоизолирующих материалов и изолирующих материалов для ядерной энергетики (вермикулит), как калийное удобрение (глауконит).